# San Matías Airport
San Matías Airport är en flygplats i Bolivia.   Den ligger i departementet Santa Cruz, i den östra delen av landet, 800 km öster om huvudstaden Sucre. San Matías Airport ligger 127 meter över havet.
Terrängen runt San Matías Airport är platt. Trakten runt San Matías Airport är nära nog obefolkad, med mindre än två invånare per kvadratkilometer.. Närmaste större samhälle är San Matías, 3,1 km söder om San Matías Airport.
Omgivningarna runt San Matías Airport är huvudsakligen savann.